# 増尾竜一
増尾 竜一（ますお りゅういち、1928年3月24日 - 1999年1月6日）は、日本の機械工学者。大阪工業大学名誉教授、工学博士（京都大学）。第6代大阪工業大学機械工学科同窓会会長。
専門は、機械計測工学、機械力学、機械金属工学。

## 略歴
京都府京都市左京区出身。1951年京都大学卒業。結核を患い、療養所に入る。復帰後、1954年大阪工業大学工学部機械工学科に着任、機械工学教室を担当。1961年京都大学大学院工学研究科にて工学博士。大阪工業大学機械工学科計測研究室で多数の研究室生を輩出し、その研究室卒業生により「竜の子会」が1962年に結成される。その後、同学科教授を経て、1995年大阪工業大学名誉教授。
約40年もの長きに渡り大阪工業大学機械工学科にて教鞭を執り、大学初期の機械計測工学・金属工学研究の発展・育成に貢献した。また、大阪工業大学機械工学科同窓会第6代会長も務めた。大阪工業大学退職後、「竜の子会」 は1998年に「Mの会」として存続された。1999年逝去。
主な所属学会は、日本機械学会、計測自動制御学会、日本計量振興協会など。

## 主な研究
- 油膜測定に関する一寄与[9]
- 金属の疲れと材料疲労度[10]：京都大学との共同研究
- 圧縮せる異方性粉体内の応力分布[11]
- 天びんの平衡位置のばらつきに及ぼすささえ刃の影響について
- てこの弾性支点についての研究[12]